# فريدريك كروغر
فريدريك كروغر (بالألمانية: Friedrich Krüger)‏ هو محامي ودبلوماسي ورسام ألماني، ولد في 22 سبتمبر 1819 في لوبيك في ألمانيا، وتوفي في 17 يناير 1896 في برلين في ألمانيا.